# Harry Kim
Harry Kim, är en rollfigur i Star Treks universum, och porträtteras av Garret Wang i TV-serien Star Trek: Voyager.

## Biografi
Harry Kim föddes samma år som Wesley Crusher som figurerar i Star Trek: The Next Generation. Han utbildade sig på stjärnflotteakademin och under tiden som han studerade där arbetade han som redaktör på akademins nyhetstidning. Då han arbetade som reporter var han med och rapporterade om Maquis första aktiviteter mot Cardassier.
Redan ett år efter att han examinerat från stjärnflotteakademin fick han tjänst på USS Voyager som operationsofficer.   